# مسجد النخيلة
مسجد النخيلة التاريخي من أشهر مساجد العراق ومن أقدمها وأحد المعالم الأثرية في محافظة بابل، يقع المسجد في بلدة الكفل جنوبي مدينة الحلة ويوجد في هذا المسجد مرقد نبي الله ذي الكفل ومقام الخضر، يعود تأريخ بناء مسجد النخيلة إلى منتصف القرن الأول الهجري، غير أن بعض الروايات تنص على أن مسجد النخيلة بناه النبي إبراهيم كما أشارت إلى ذلك رواية الإمام الجواد في وصف حركة الإمام المهدي.

## التسمية
النخيلة هي تصغير لكلمة نخلة، وقد اتخذها الإمام علي قاعدة لتجمع عساكره وخيرة أصحابه واتخذها مسجدا ومقاما ومصلى في الأول من شهر شوال من العام 36 هـ، ومن بعده نجله الإمام الحسن السبط، وقد خطب فيها الإمام علي أكثر من خطبة في الحث على الجهاد والوعظ والإرشاد، ومن أشهر هذه الخطب خطبته في النخيلة في الخامس من شوال عام 36 هـ : ( أَمَّا بَعْدُ، فَإِنَّ الجِهَادَ بَابٌ مِنْ أَبْوَابِ الجَنَّةِ، فَتَحَهُ اللهُ لِخَاصَّةِ أَوْلِيَائِهِ، وَهُوَ لِباسُ التَّقْوَى، وَدِرْعُ اللهِ الحَصِينَةُ، وَجُنَّتُهُ الوَثِيقَةُ، فَمَنْ تَرَكَهُ أَلبَسَهُ اللهُ ثَوْبَ الذُّلِّ، وَشَمِلَهُ البَلاَءُ، وَدُيِّثَ بِالصَّغَارِ وَالقَمَاءُ، وَضُرِبَ عَلَى قَلْبِهِ بِالاْسْهَابِ، وَأُدِيلَ الحَقُّ مِنْهُ بِتَضْيِيعِ الجِهَادِ، وَسِيمَ الخَسْفَ، وَمُنِعَ النَّصَفَ...)

## تاريخ المسجد

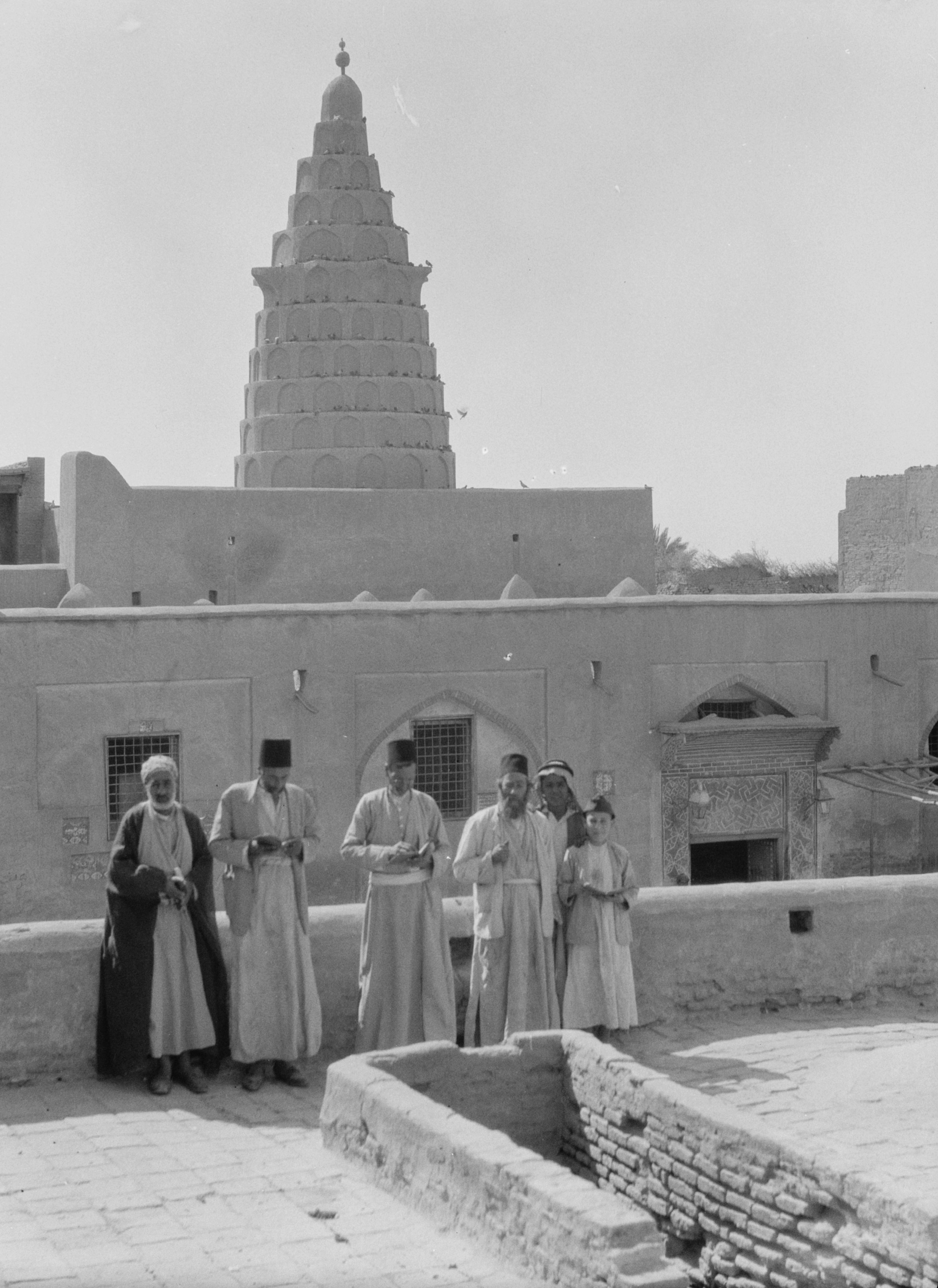
المسجد سنة 1932م

النخيلة قرية صغيرة تاريخية كانت تقع بالقرب من عاصمة الخلافة الإسلامية مدينة الكوفة حيث بني المسجد، وعن عمار بن ياسر قال : كنت مع أمير المؤمنين وقد خرج من الكوفة أذ عبر بالضيعة التي يقال لها «النخيلة» على فرسخين من الكوفة،, وبعد استيلاء الأمويين على الحكم عمدوا إلى طمس معالم هذا المسجد وغيره من المساجد؛ لأنه يمثل في تصورهم قاعدة لموالي الإمام علي، فلم يراعوا حرمة بيوت الله؛ ولذلك لم تذكر المصادر أية معلومة أو إشارة إلى وجود مسجد في هذه المدينة منذ استشهاد الإمام علي سنة ( 40 هـ ) إلى العهد الإيلخاني وبالتحديد عام ( 703 هـ ) العام الذي عزم فيه السلطان الجياتو محمد خدا بنده إعادة بناء ذلك المسجد والقبر للنبي ذي الكفل، وقد تم بناؤه في عهد ولده السلطان أبي سعيد بهادر خان في عام ( 730 هـ ) ، ولم يبق اليوم من هذا المسجد إلا مئذنته التي تقوم شاهدا على ذلك المسجد المندرس، ولم يكن إنجاز هذا السلطان الإيلخاني في هذه المدينة تجديد مسجد النخيلة فحسب، وإنما عمد إلى بناء مرقد نبي الله ذي الكفل، وعقد قبة مخروطية فوق ضريحه الشريف، وكان من أئمة المسجد عباد بن الربيع، وتاج الدين الآوي الأفطسي الذي قتل عام 171هـ بعد أن نصب في صحن المسجد منبراً مصنوعاً من الصخر فحفر اليهود له حفرةً واردوه فيها.

## الأهمية والتصميم

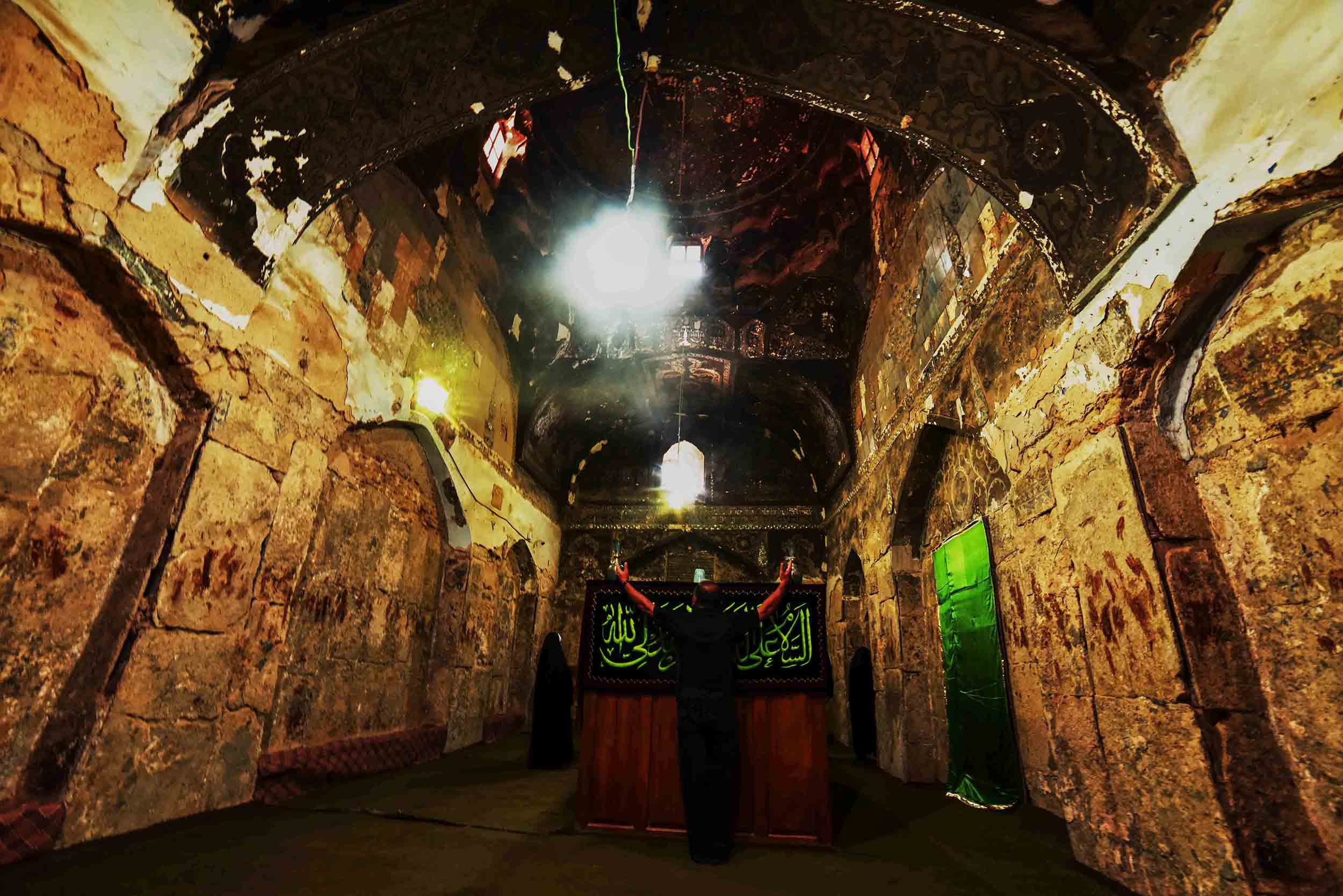
ضريح نبي الله ذي الكفل

من أبرز مايميز مسجد النخيلة مئذنته التي هي من المعالم الأثرية الشاخصة في مرقد نبي الله ذي الكفل ومدينة الكفل، تقع المنارة في الجهة الشرقية من القبر الشريف، ويبلغ محيط بدن المنارة حوالي عشرة أمتار وارتفاعها عشرون متراً وتستند على قاعدة مكعبة الشكل يبلغ ارتفاعها بحدود أربعة أمتار في حين يبلغ طول الضلع المقابل إلى القبة بحدود (4,70سم) ويبلغ طول الضلع المقابل إلى خان السيف (4,20سم) أما الضلع المقابل إلى السوق فيبلغ عرضه ( 2,50سم) أما الضلع المقابل إلى خان قريش فيبلغ عرضه بحدود ( 4,80سم), يبلغ الارتفاع الكلي للمنارة مع القاعدة بحدود ( 24 متراً ) ويضم البدن مدخلاً صغيراً يؤدي إلى سلم حلزوني مكون من ( 59) درجة يرقي بواسطته إلى أعلى المنارة حيث يستطيع الزائر من خلاله النفوذ إلى حوض المنارة من خلال باب صغير، والسلم مضاء بأثني عشرة نافذة موزعة على بدن المنارة الغرض مكنها هو الإضاءة والتهوية، وقد زين بدن المنارة بأشكال متعددة من الزخارف الهندسية فهي تضم ثلاث حقول من الزخارف بينها أفاريز وأحزمة متكررة تدور جميعها حول بدن المنارة، وهذه الزخارف الجميلة تجمع بين الأشكال الهندسية والنباتية والكتابات الكوفية وخط النسخ وهي جميعها تستوحي عناصر محلية كانت شائعة قبل الغزو المغولي، وان أروع هذه التشكيلات على بدن المأذنة هي التي تقع في وسطها وتتألف من كتابة كوفية نادرة الوجود في العالم الإسلامي، وتتكون من أربعة كلمات كتبت بشكل مثلثات متداخلة وهي ((ودي حب محمد وعلي )) ، وأما النصان المكتوبان فيذكران تأريخ التشييد وأسم الذي أمر بالبناء مع إطراء لذكره وألقابه ولم يبق من هذين النصين سوى بعض كلمات هي :
النص الأول : الصف العلوي ( ... السلطان الاعظم غياث الدنيا والدين ...... ندة محمد طاب ثراه ... السلطان .....) وذكر الدكتور طارق الجنابي كلمة ( خدابندة ) كاملة الأوصاف وأضاف الدكتور أيضاً كلمة ( وتمت في دولة ) بعد كلمة ( ثراه)
.النص الثاني : الصف الأسفل ( ..... الله تعالى – و – طلباً لجزيل ثوابه الأمير المعظم العادل ملك الأمراء منشئ العدل ومقرره حارس .....) وذكر الدكتور بدلاً من ( حارس ) كلمة ( حامي ) والصحيح ( حارس ) والكتبة هذه كتبت بخط الثلث.
كما بنيت فوق الضريح الشريف قبة وهي متكونة من طبقتين أو قبتين الأولى داخلية نصف كروية صمم في وسطها نجمة زخرفية ذات اثني عشر رأساً مزخرفة بالمرايا مغلفة من الخارج بالقبة الثانية المخروطية والمقرنصة مكونة من عشرة طبقات عدا غطاء القبة وكل طبقة مكونة من مجموعة من العقود المدببة التي تكون مسطحة في بواطنها عدا الصف السادس المكون من حنيات بسيطة تعلوها . يبلغ ارتفاعها من الخارج فيبلغ (17م) تنتصب فوق قاعدة مثمنة الشكل ترتفع على السطح المجاور حوالي متر واحد وتقوم فوقها القبة المخروطية المقرنصة ارتفاعها (8م).
ويحيط بالمرقد والمقام سور يبلغ محيطه حوالي ( 663 م2) وعمقه حوالي( 3 م 2 ) وعرضه (1,35م) وكان ارتفاعه قبل هدمه (9م) ويعود تأريخه إلى أكثر من 700 سنة، وقد استظهر ما يقارب( 180م) تقريباً منه وتم استكشاف الجزء المتبقي عن طريق مسح الرادار الأرضي وذلك لصعوبة التنقيب عنه في المنطقة الموجودة تحتها لوجود دور سكنية أنشأت فوقها ويحيط هذا السور بالمرقد والمقام وقبور الأصحاب، وفي جنوب مأذنة المسجد بئر تم اكتشافها عام 2009 وهي متصلة بسور المسجد القديم، كما أن لمسجد النخيلة عدة أبراج : ثلاثة منها كانت ظاهرة، وخمسة ابراج تم اكتشافها عام 2009 م والباقي تحت الدور السكنية. كما كان للمسجد محراب والمشهور انه المكان الذي صلى فيه الإمام علي أيام إقامته فيه – وكان موضعه على يسار الداخل إلى الضريح وقد تم قلع المحراب قبل عام 1860 م من قبل اليهود.